# Perihel og aphel
Perihel og aphel er betegnelser for to særlige positioner i et himmellegemes elliptiske bane omkring Solen.
Perihel (engelsk: perihelion, tysk: Perihel) er det sted i banen, hvor afstanden til Solen er mindst. Aphel (udtales ap-hel, engelsk: aphelion, tysk: Aphel) er det sted i banen, hvor afstanden til Solen er størst. Hvis banen er åben, dvs. har form som en parabel eller hyperbel, har den et perihel, men intet aphel. Endelsen -hel er afledt af det græske ord for Solen, Helios. Som en fælles betegnelse benyttes apsidepunkter, og linjen gennem perihel og aphel kaldes apsidelinien. Periheltid betegner det tidspunkt, hvor himmellegemet er tættest på Solen og perihellængde anvendes til at beskrive en planetbanes beliggenhed i rummet.

## Analoge betegnelser
For andre centrallegemer end Solen benyttes tilpassede navne (der er flere end de anførte, men de benyttes næsten ikke i praksis):
| Centrallegeme                      | Betegnelser           | Omkredsende objekter                          |
| ---------------------------------- | --------------------- | --------------------------------------------- |
| Solen                              | perihel, aphel        | Planeter, dværgplaneter, småplaneter, kometer |
| Jorden                             | perigæum, apogæum     | Månen, jordomkredsende satellitter            |
| Månen                              | periselene, aposelene | Måneomkredsende satellitter                   |
| Hovedkomponent i en dobbeltstjerne | periastron, apastron  | Ledsager i en dobbeltstjerne, exoplanet       |
| Uspecificeret                      | periapsis, apapsis    |                                               |

## Perihelier og aphelier i Solsystemet
| Indre planeters baner                                                                                            | Ydre planeters baner                                    |
| Perihel og aphel hos Merkur, Venus, Jorden og Mars.                                                              | Perihel og aphel hos Jupiter, Saturn, Uranus og Neptun. |
| Set fra himlens nordpol med forårspunktet nedad. Planeterne bevæger sig mod uret. Signaturer: • Perihel, • Aphel |                                                         |

Nedenstående tabel viser værdier for perihel- og aphelafstande for alle otte planeter samt for nogle kometer og dværgplaneter. Perihelafstanden betegnes ofte med {\displaystyle q}, aphelafstanden med {\displaystyle Q}. De beregnes ud fra banens middelafstand {\displaystyle a} og excentricitet {\displaystyle e} ved hjælp af følgende formler:
{\displaystyle q=(1-e)\cdot a}
{\displaystyle Q=(1+e)\cdot a}
| Planet Dværgplanet Komet                                                       | Middelafstand {\displaystyle a} | Middelafstand {\displaystyle a} | Excentricitet {\displaystyle e} | Perihelafstand {\displaystyle q} | Perihelafstand {\displaystyle q} | Aphelafstand {\displaystyle Q} | Aphelafstand {\displaystyle Q} |
| Planet Dværgplanet Komet                                                       | au                              | mill. km                        | Excentricitet {\displaystyle e} | au                               | mill. km                         | au                             | mill. km                       |
| ------------------------------------------------------------------------------ | ------------------------------- | ------------------------------- | ------------------------------- | -------------------------------- | -------------------------------- | ------------------------------ | ------------------------------ |
| Merkur                                                                         | 0,38709927                      | 57,9092                         | 0,20563593                      | 0,307498                         | 46,0010                          | 0,466701                       | 69,8174                        |
| Venus                                                                          | 0,72333566                      | 108,209                         | 0,00677672                      | 0,718434                         | 107,476                          | 0,728238                       | 108,943                        |
| Jorden                                                                         | 1,00000261                      | 149,598                         | 0,01671123                      | 0,983291                         | 147,098                          | 1,016714                       | 152,098                        |
| Mars                                                                           | 1,52371034                      | 227,944                         | 0,09339410                      | 1,381405                         | 206,655                          | 1,666016                       | 249,232                        |
| Komet Encke                                                                    | 2,21513470                      | 331,379                         | 0,84832544                      | 0,335980                         | 50,2618                          | 4,094290                       | 612,497                        |
| 1 Ceres                                                                        | 2,76916515                      | 414,261                         | 0,07600903                      | 2,558684                         | 382,774                          | 2,979647                       | 444.749                        |
| Jupiter                                                                        | 5,20288700                      | 778,341                         | 0,04838624                      | 4,951139                         | 740,680                          | 5,454635                       | 816,002                        |
| Saturn                                                                         | 9,53667594                      | 1426.67                         | 0,05386179                      | 9,023014                         | 1349,82                          | 10,05034                       | 1503,51                        |
| Komet Halley                                                                   | 17,83414429                     | 2667,95                         | 0,96714291                      | 0,585978                         | 87,6611                          | 35,08231                       | 5248,24                        |
| Uranus                                                                         | 19,18916464                     | 2870,66                         | 0,04725744                      | 18,282334                        | 2735,00                          | 20,09600                       | 3006,32                        |
| Neptun                                                                         | 30,06992276                     | 4498,40                         | 0,00859048                      | 29,811608                        | 4459,75                          | 30,3284                        | 4537,04                        |
| Pluto                                                                          | 39,48211675                     | 5906,44                         | 0,24882730                      | 29,657888                        | 4436,76                          | 49,30635                       | 7376,12                        |
| Haumea                                                                         | 43,28708121                     | 6475,66                         | 0,19205041                      | 34,973779                        | 5232,00                          | 51,60031                       | 7719,31                        |
| Makemake                                                                       | 45,5611895                      | 6815,86                         | 0,15802877                      | 38,361211                        | 5738,76                          | 52,76117                       | 7892.96                        |
| Eris                                                                           | 67,7404952                      | 10133,83                        | 0,43884328                      | 38,013034                        | 5686,67                          | 97,46796                       | 14581,0                        |
| Dværgplaneter er markeret med mørkegrå baggrund, kometer med lysegrå baggrund. |                                 |                                 |                                 |                                  |                                  |                                |                                |

## Jorden i perihel og aphel
Nedenstående tabel viser tidspunkter for perihel- og aphelpassager i tidsrummer 2019 til 2029. 
| År   | Periheltid   | Perihelafstand | Apheltid     | Aphelafstand |
|      | GMT          | au             | GMT          | au           |
| ---- | ------------ | -------------- | ------------ | ------------ |
| 2019 | Jan 04 15:30 | 0.9832730      | Jul 04 01:40 | 1.0167543    |
| 2020 | Jan 05 07:48 | 0.9832436      | Jul 04 11:35 | 1.0166943    |
| 2021 | Jan 02 13:51 | 0.9832571      | Jul 05 22:27 | 1.0167292    |
| 2022 | Jan 04 06:55 | 0.9833365      | Jul 04 07:11 | 1.0167154    |
| 2023 | Jan 04 16:17 | 0.9832956      | Jul 06 20:07 | 1.0166806    |
| 2024 | Jan 03 00:39 | 0.9833070      | Jul 05 05:06 | 1.0167255    |
| 2025 | Jan 04 13:28 | 0.9833274      | Jul 03 19:55 | 1.0166437    |
| 2026 | Jan 03 17:16 | 0.9833021      | Jul 06 17:31 | 1.0166440    |
| 2027 | Jan 03 02:33 | 0.9833335      | Jul 05 05:06 | 1.0167289    |
| 2028 | Jan 05 12:28 | 0.9833074      | Jul 03 22:18 | 1.0166798    |
| 2029 | Jan 02 18:13 | 0.9832917      | Jul 06 05:12 | 1.0167127    |

I hundredåret 2001 til 2100 indtræffer den mindste perihelafstand i 2020 og den største aphelafstand indfandt sig i 2019.
Tidspunkter og afstande er fundet ved at beregne positioner af planeterne ved numerisk integration af bevægelsesligningerne. Der er her tale om mindste og største værdier af afstanden mellem Jordens centrum og Solens centrum. Det er bemærkelsesværdigt, at tidspunkterne for passage af perihel og aphel fra år til år skifter med flere døgn. Der er tre årsager til dette:
- Den vigtigste grund er, Jordens bevægelse rundt om Solen er markant påvirket af tilstedeværelsen af en stor og relativt tung drabant, Månen. Månens masse er 1.23 % af Jordens, hvilket er nok til at flytte Jordens centrum op til 4942 km fra det fælles tyngdepunkt (barycentrum) for Jorden-Månen, se figur, der viser Månens og Jordens bevægelse omkring barycentret. Månen deformerer Jordens bane fra at være ellipseformet. Hvis barycentret på et tidspunkt befinder sig i perihel og Månen samtidigt er nær første kvarter, så vil jordcentrets afstand fra Solen fremover aftage yderligere, dvs. Jorden når perihel på et senere tidspunkt. Hvis Månen omvendt befinder sig nær sidste kvarter, så vil Jordens afstand til Solen fremover forøges, dvs. Jorden var i perihel tidligere end barycentret. For aphel er forholdet omvendt, men betyder igen, at der er forskel på apheltiden for Jorden og for barycentrum for Jorden-Månen.
- Det samme fænomen gør sig gældende for Solen, men er af langt mindre betydning: Solens centrum bevæger sig langsomt på en rosetteformet bane rundt om barycentret for hele Solsystemet, som det kan ses på figuren til højre. Solen flyttes her især af Jupiter og i mindre grad af Saturn, Uranus og Neptun.
- Jordbanens elliptiske form (eller rettere Jorden-Månen-barycenterets baneform) ændres langsomt på grund af tyngdepåvirkning fra hovedsageligt Venus (den nærmeste naboplanet) og Jupiter (den tungeste naboplanet).

| Tidspunkt       | Forskel |
| --------------- | ------- |
| 1993 jan 4d 3h  |         |
| 363d 3h         |         |
| 1994 jan 2d 6h  |         |
| 367d 5h         |         |
| 1995 jan 4d 11h |         |
| 364d 20h        |         |
| 1996 jan 4d 7h  |         |
| 363d 16h        |         |
| 1997 jan 1d 23h |         |
| 367d 22h        |         |
| 1998 jan 4d 21h |         |
| 363d 16h        |         |
| 1999 jan 3d 13h |         |
| 364d 16h        |         |
| 2000 jan 3d 5h  |         |
|                 |         |

| Tidspunkt       | Forskel |
| --------------- | ------- |
| 1993 jan 3d 3h  |         |
| 365d 5h         |         |
| 1994 jan 3d 8h  |         |
| 365d 8h         |         |
| 1995 jan 3d 16h |         |
| 365d 7h         |         |
| 1996 jan 3d 23h |         |
| 365d 6h         |         |
| 1997 jan 3d 5h  |         |
| 365d 9h         |         |
| 1998 jan 3d 14h |         |
| 363d 8h         |         |
| 1999 jan 3d 22h |         |
| 365d 2h         |         |
| 2000 jan 3d 24h |         |
|                 |         |

 
 

Tabellen til venstre viser tidspunkter for Jordens perihelpassager i årene 1993 til 2000 og tabellen til højre tidspunkter for perihelpassage af Jorden-Månens barycenter i samme periode. Det fremgår tydeligt, at variationen af sidstnævnte er betydeligt mindre; den skyldes hovedsageligt den omtalte tyngdepåvirkning fra andre planeter.

## Neptun i perihel og aphel
Planeten, hvis omløbstid om Solen er 164.8 år, var sidst i aphel den 13. juli 1959 i en afstand fra Solen på 30.33174 au. Herefter aftog afstanden, men nåede et minimum på 30.32272 au den 6. oktober 1965, hvorefter den igen voksede til et sekundært maximum på 30.32407 au den 21. november 1968, se figurens højre del. Herefter aftog afstanden frem til perihelpassagen, der indtræffer 5. september 2042 i en afstand på 29.80643 au. Den samme forløb som ved aphel gentages (marginalt) i årene 2049 - 2050 med et sekundært maximum (24. oktober 2049, 29.8167112 au) og et sekundært minimum (25. juni 2050, 28.8166696 au), se figurens venstre del.
Neptun har en meget stor måne, Triton, men planetens enorme masse betyder, at Triton ikke kan flytte Neptuns tyngdepunkt mærkbart.
Forklaringen på den ejendommelige opførsel er dels, at Neptuns bane er næsten cirkulær, dels at omløbstiden er høj. Det betyder, at afstanden til Solsystemets barycenter kun varierer lidt og langsomt, således, at Solens relativt hurtige bevægelse i forhold til barycentret får betydning. Neptun er den eneste planet for hvilken der optræder sekundære maxima eller minima for afstanden til Solen.